# Krishna (dystrykt)

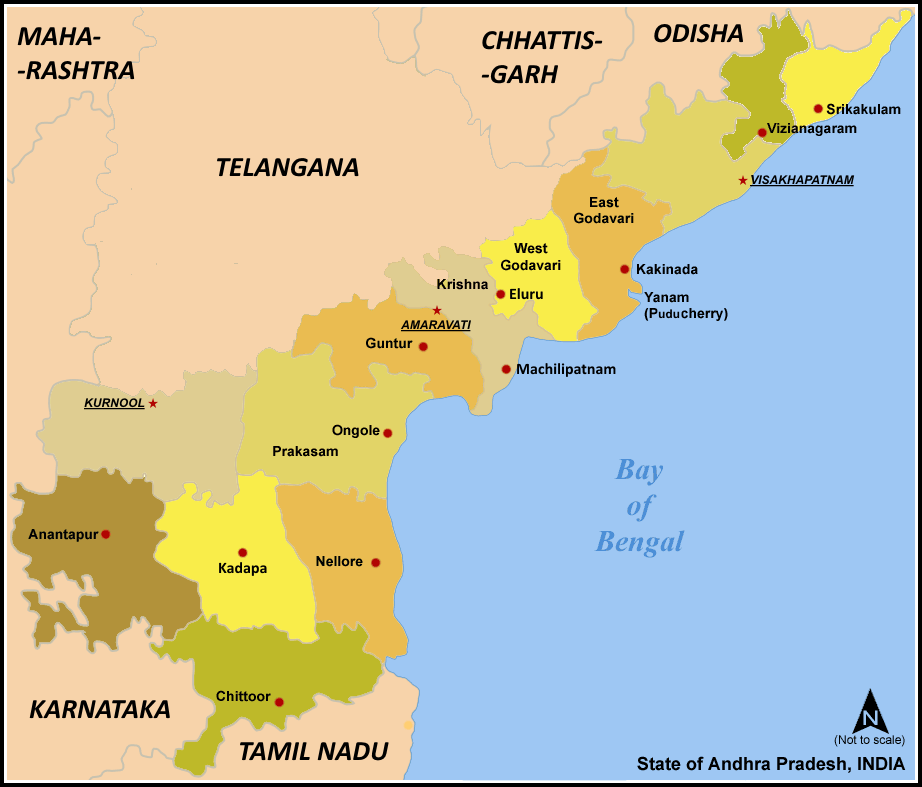
Dystrykty Stanu Andhra Pradesh.

Krishna – jeden z dwudziestu trzech dystryktów indyjskiego stanu Andhra Pradesh, o powierzchni 8700 km². Populacja tego dystryktu wynosi 4 181 071 osób (2004). Stolicą jest Machilipatnam.

## Położenie
Jeden z dziewięciu dystryktów Andhra Pradesh mających dostęp do Oceanu Indyjskiego. Na zachodzie graniczy z dystryktem Nalgonda, od północy z Khammam, od północnego–wschodu z West Godavari. Od południa sąsiaduje z Guntur a od południowego wschodu z Zatoką Bengalską.